# Зимлер, Йозеф
Йозеф Зимлер (пол. Józef Simmler; 14 марта 1823, Варшава — 1 марта 1868, там же) — польский живописец.

## Биография
Зимлер родился в Варшаве в 1823 году. Происходил из богатой немецкой протестантской семьи. Ученик Мюнхенской академии художеств, пользовался известностью в особенности как хороший, приятный по краскам портретист; писал также исторические картины, не лишенные достоинств, но несколько театральные по композиции и экспрессии, каковы, например, «Смерть княгини Радзивилл», «Клятва королевы Ядвиги» и др.
Его зятем был Эдуард Адольф Страсбургер, известный польско-немецкий ботаник. Одним из внуков Зимлера был Генрих Страсбургер, польский делегат Лиги Наций.
Под конец своей жизни (с 1867) имел звание почётного вольного общника Императорской Академии художеств.

## Галерея

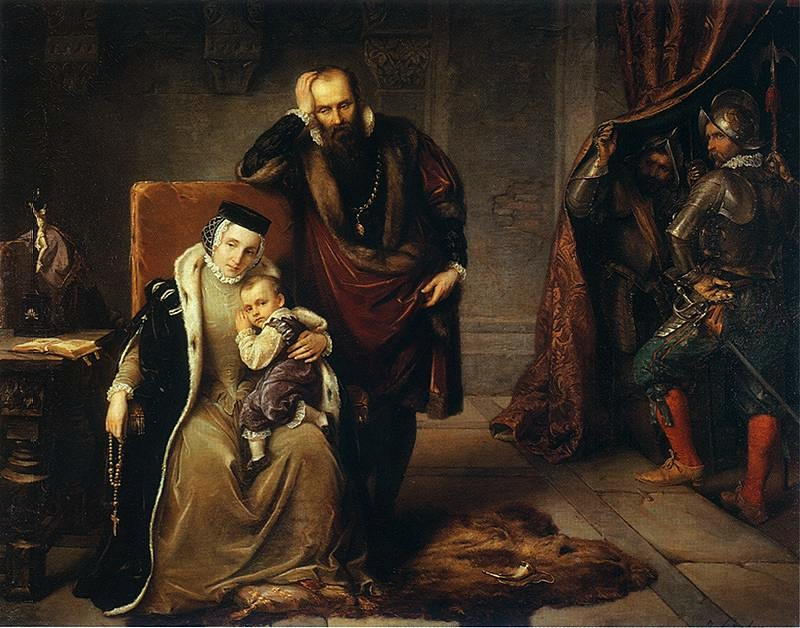
«Екатерина Ягеллон с сыном Сигизмундом в тюрьме Грипсхольм», 1859 г.
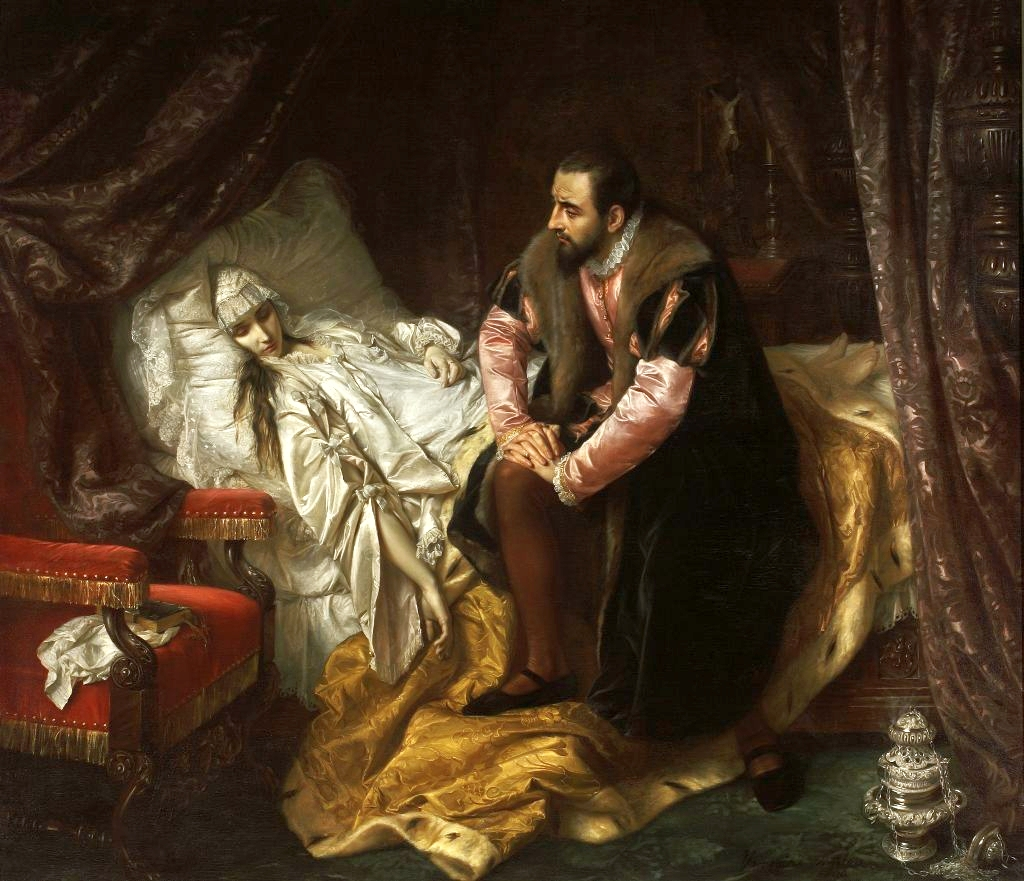
«Смерть княгини Радзивилл», 1860 г.
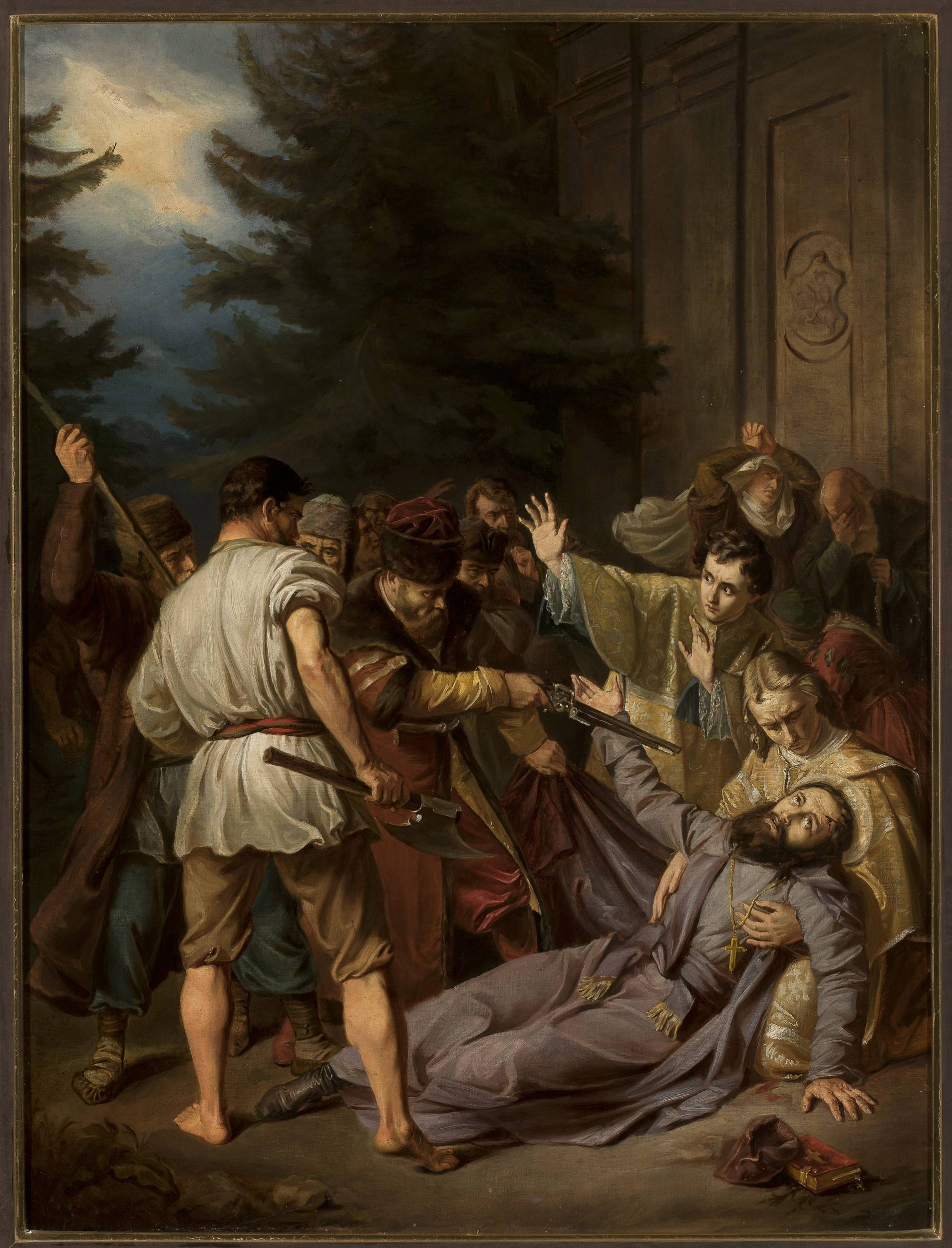
«Мученическая смерть Иосафата Кунцевича», 1861 г.
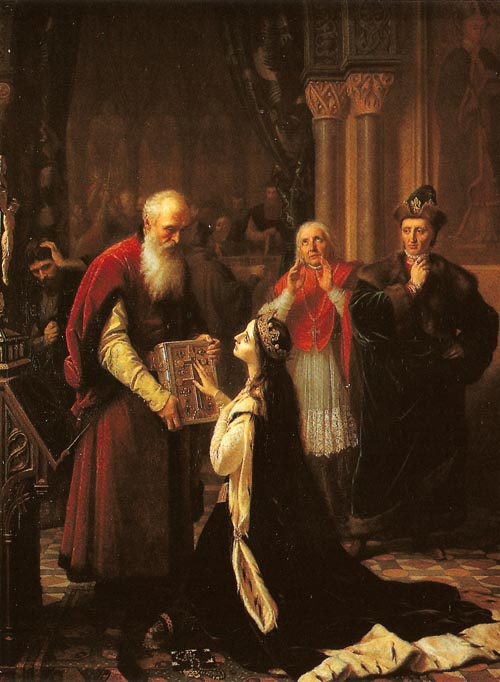
«Клятва королевы Ядвиги», 1867 г.